# Ullanda

Ullanda är en by nära Dalälven i Hedesunda socken, Gävle kommun. Namndelen -landa kommer sannolikt från den östra grannbyn Landa som torde vara moderbyn. Det är inte klarlagt om Ull skulle kunna syfta på en forntida gud. Se Ull (mytologi). Den västra grannbyn heter Koffsta.